# Roxana Brusso
Roxana Brusso (Lima, 19 november 1978) is een Peruaanse/Amerikaanse actrice.

## Biografie
Brusso werd geboren in Lima met een Peruaanse, Italiaanse en Spaanse achtergrond. Op vierjarige leeftijd emigreerde zij met haar familie naar Amerika waar zij opgroeide in Los Angeles.
Brusso begon in 1997 met acteren in de televisieserie Melrose Place, waarna zij nog meerdere rollen speelde in televisieseries en films.

## Filmografie

### Films
Uitgezonderd korte films.
- 2006 Faceless – als Tita
- 2003 Cradle 2 the Grave – als kinderjuf van Vanessa
- 2000 A Family in Crisis: The Elian Gonzales Story – als Arianne
- 2000 Growing Up Brady – als Pam de assistente
- 2000 Sharing the Secret – als Kerri Gold
- 1999 Simpatico – als meisje dat uitcheckt

### Televisieseries
Uitgezonderd eenmalige gastoptredens.
- 2021-2023 9-1-1: Lone Star - als Andrea Reyes - 10 afl.
- 2022 Bosch: Legacy - als Vibiana Veracruz - 3 afl.
- 2020 The Stranger - als kapitein Vasquez - 3 afl.
- 2015 Rectify - als Lourdes Williams - 2 afl.
- 2015 The Fosters - als rechercheur Hernandez - 2 afl.
- 2014 Legends – als Joan D'Annunzio – 3 afl.
- 2013 Betrayal – als Serena Sanguilen – 4 afl.
- 2009-2013 Southland – als rechercheur Alicia Fernandez – 13 afl.
- 2012 Touch – als Sheri Strepling – 9 afl.
- 2007-2008 Dirty Sexy Money – als Maria de meid – 5 afl.